# Myrrhidendron
Myrrhidendron es un género de plantas herbáceas perteneciente a la familia de las apiáceas.  Comprende 5 especies descritas y de estas, solo 4 aceptadas.

## Taxonomía
El género fue descrito por J.M.Coult. & Rose y publicado en Botanical Gazette 19(11): 466. 1894. La especie tipo es: Myrrhidendron donnellsmithii J.M. Coult. & Rose					

## Especies
A continuación se brinda un listado de las especies del género Myrrhidendron aceptadas hasta septiembre de 2012, ordenadas alfabéticamente. Para cada una se indica el nombre binomial seguido del autor, abreviado según las convenciones y usos.
- Myrrhidendron chirripoense Suess.
- Myrrhidendron donnellsmithii J.M. Coult. & Rose
- Myrrhidendron glaucescens (Benth.) J.M. Coult. & Rose
- Myrrhidendron maxonii J.M. Coult. & Rose